# Kannikadass William Antony
Kannikadass William Antony (Polibeta, 27 febbraio 1965) è un vescovo cattolico indiano, dal 13 gennaio 2024 vescovo emerito di Mysore.

## Biografia
È nato nel 1965 a Polibeta, nella diocesi di Mysore.

### Formazione e ministero sacerdotale
Si formò in filosofia e teologia al St. Peter's Pontifical Seminary di Bangalore, città in cui conseguì anche un master in diritto canonico studiando dal 1996 fino al 1998. Ottenne poi un Bachelor of Education e un Master's degree in storia del cristianesimo presso l'Università di Mysore.
Ordinato presbitero il 18 maggio 1993, dal 2003 al 2009 ricoprì l'incarico di cancelliere ed economo della diocesi. Fu decano di Mysore dal 2009 al 2015, quando divenne segretario della Società educativa diocesana (MDES).

### Ministero episcopale
Papa Francesco lo nominò vescovo di Mysore il 25 gennaio 2017. Il 27 febbraio ricevette l'ordinazione episcopale nella cattedrale di Santa Filomena dal vescovo Thomas Vazhapilly; co-consacranti i vescovi Bernard Moras e Anthony Swamy Thomasappa.
Il 17 settembre 2019 compì la visita ad limina.

#### Controversie
Nel 2019 una donna che lavorava nella sua chiesa lo accusò di averla minacciata dopo che lei affermò di essere stata molestata dal prete Leslie Moras. Nello stesso anno 37 preti della sua diocesi inviarono una lettera al pontefice per chiedere la rimozione del vescovo dal suo incarico, accusandolo di molestie sessuali, procreazione, appropriazione indebita dei fondi ecclesiastici e di essere legato alla criminalità organizzata.
Il giudice di Mumbai Micheal Saldanha dichiarò nel 2020 che, come forma di vendetta contro la denuncia, il vescovo aveva emesso un ordine di trasferimento degli stessi sacerdoti in remoti villaggi sprovvisti di acqua potabile; venne accusato anche di essere il responsabile della morte di quattro preti.
Nel 2021 fu avviata un'indagine sulla sua condotta e 113 persone scrissero al cardinale Tagle, prefetto della Congregazione per l'evangelizzazione dei popoli, per chiedere le dimissioni di Antony, il quale venne sospeso dal Dicastero per l'evangelizzazione il 7 gennaio del 2023, nominando come amministratore apostolico Bernard Moras.
Papa Francesco accettò la rinuncia del vescovo al governo della diocesi il 13 gennaio 2024.

## Genealogia episcopale
La genealogia episcopale è:
- Cardinale Scipione Rebiba
- Cardinale Giulio Antonio Santori
- Cardinale Girolamo Bernerio, O.P.
- Arcivescovo Galeazzo Sanvitale
- Cardinale Ludovico Ludovisi
- Cardinale Luigi Caetani
- Cardinale Ulderico Carpegna
- Cardinale Paluzzo Paluzzi Altieri degli Albertoni
- Papa Benedetto XIII
- Papa Benedetto XIV
- Papa Clemente XIII
- Cardinale Marcantonio Colonna
- Cardinale Giacinto Sigismondo Gerdil, B.
- Cardinale Giulio Maria della Somaglia
- Cardinale Carlo Odescalchi, S.I.
- Cardinale Costantino Patrizi Naro
- Cardinale Lucido Maria Parocchi
- Cardinale Pietro Respighi
- Cardinale Pietro La Fontaine
- Cardinale Celso Costantini
- Cardinale James Robert Knox
- Arcivescovo Alphonsus Mathias
- Arcivescovo Ignatius Paul Pinto
- Vescovo Thomas Vazhapilly
- Vescovo Kannikadass William Antony